# Кицюк Захар Кузьмович
Заха́р Кузьми́ч Кицю́к (7 лютого 1900, с. Іванинці, тепер Летичівського району Хмельницької області — 25  грудня 1923, там само) — український поет.

## Біографія
Закінчив 1916 Меджибізьку трирічну духовну школу. Навчався у Хмільницькій педагогічній семінарії, де редагував рукописний журнал «Юнак».
1921 був інструктором Летичівського повітового комітету комсомолу.
1922–1923 навчався на факультеті соціального виховання Кам'янець-Подільського інституту народної освіти.

## Творчість
Вірші друкував у газетах «До праці» (Вінниця), «Червона правда» (Кам'янець-Подільський). Автор неопублікованої поеми «Похід», циклу віршів «З пісень революційної стихії».
Переклав новелу Максима Горького «9 січня». Перекладав також твори Віктора Гюго.